# Rhytiphora lanosa
Rhytiphora lanosa là một loài bọ cánh cứng trong họ Cerambycidae.